# Орта Дересин (село)
Орта Дересин (каз. Орта Дересін) — село в Актогайском районе Карагандинской области Казахстана. Административный центр Ортадересинского сельского округа. Код КАТО — 353659100.

## Население
В 1999 году население села составляло 642 человека (325 мужчин и 317 женщин). По данным переписи 2009 года, в селе проживало 388 человек (198 мужчин и 190 женщин).